# Eusimonia furcillata
Eusimonia furcillata är en spindeldjursart som först beskrevs av Simon 1872.  Eusimonia furcillata ingår i släktet Eusimonia och familjen Karschiidae. Inga underarter finns listade i Catalogue of Life.